# 中竹竜二

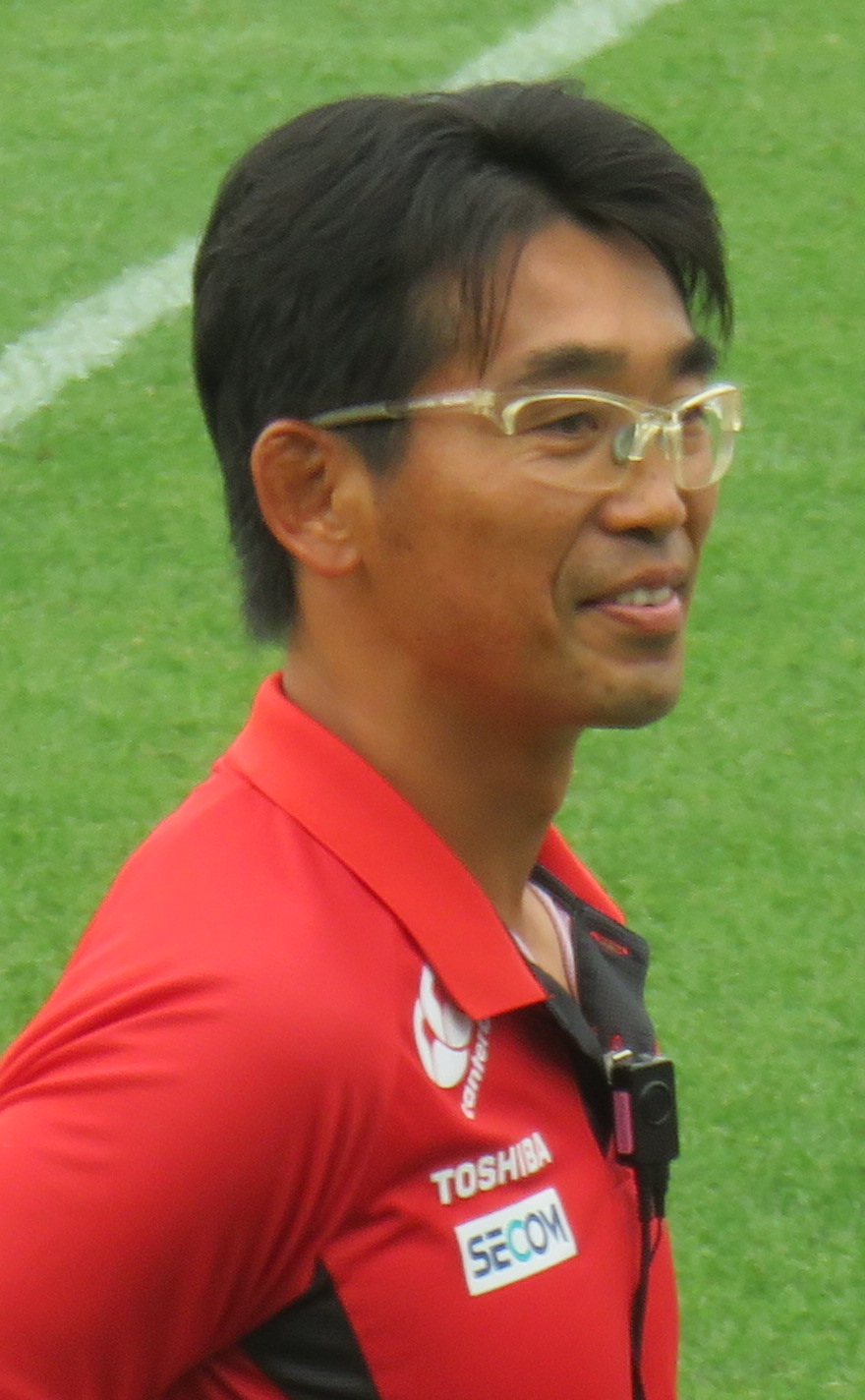
中竹竜二

中竹 竜二（なかたけ りゅうじ、1973年5月8日 - ）は、日本ラグビーフットボール協会コーチングディレクター。株式会社TEAMBOX代表取締役。ラグビー20歳以下（U20）日本代表元監督。早稲田大学ラグビー蹴球部元監督。株式会社やる気スイッチグループホールディングス社外取締役。

## 経歴
福岡県中間市出身。小学校1年生時から地元の少年ラグビークラブでラグビーを始め、福岡県立東筑高等学校3年生時には同校ラグビー部主将、及び福岡県選抜チーム・オール福岡の主将を務める。
1992年高校卒業後、福岡大学商学部に入学。1年後1993年早稲田大学人間科学部に合格し福岡大学を中退。早稲田大学入学と同時にラグビー蹴球部に入部する。3年生まで公式戦出場経験がなかったにもかかわらず、部員の信望の厚さから、4年時に主将（第78代）に選出、大学選手権準優勝。
卒業後、イギリスに留学し、レスター大学大学院社会学部修了。
2001年三菱総合研究所に入社。その一方で社会人ラグビークラブのタマリバクラブに所属しヘッドコーチを務める。
2006年4月清宮克幸の後を受け早稲田大学ラグビー蹴球部の監督に就任、また三協フロンテアに入社。2007年、2008年と全国大学選手権連覇。
2010年2月監督を退任。3月日本ラグビーフットボール協会初代コーチングディレクターに就任。
2012年20歳以下（U20）日本代表監督に就任。日本ラグビーフットボール協会コーチングディレクターも引き続き務める。しかし大会前に行った遠征ではU20ウェールズ代表との試合で7-119という大敗を喫する。それに対し中竹は「あのウェールズだったら、ジャパンでも負けたと思いますもん。」とコメントを残した。
2014年再びU20日本代表ヘッドコーチに就任、ワールドラグビーチャンピオンシップにて初のトップ10入りを果たす。
2014年企業のリーダー育成トレーニングを提供する株式会社TEAMBOXを設立する。
2016年アジアラグビーチャンピオンシップにて日本代表ヘッドコーチ代行として指揮をとる。2017年ヘッドコーチを退任。
2021年6月株式会やる気スイッチグループホールディングス社外取締役就任。

## 著書

### 単著
- 『監督に期待するな 早稲田ラグビー「フォロワーシップ」の勝利』（講談社、2008年）ISBN 9784062145213
- 『挫折と挑戦 壁をこえて行こう』（PHP研究所<YA心の友だちシリーズ>・2008年）ISBN 9784569687872
- 『リーダーシップからフォロワーシップへ カリスマリーダー不要の組織づくりとは』（阪急コミュニケーションズ、2009年）ISBN 9784484092041
- 『判断と決断 ―不完全な僕らがリーダーであるために』 （東洋経済新報社、2011年）ISBN 9784492556870
- 『鈍足だったら、速く走るな』（経済界、2011年）ISBN 9784766784992
- 『人を育てる期待のかけ方』（ディスカヴァー・トゥエンティワン、2011年）ISBN 9784799310373
- 『まとめる技術 』（フォレスト2545新書、2012年）ISBN 9784894518681
- 『指導者の「指導者」が教える先生の力を最大限に引き出すメソッド』（東洋館出版社、2013年）ISBN 9784491029467
- 『部下を育てるリーダーのレトリック』（日経BP社、2013年）ISBN 9784822249717
- 『自分で動ける 部下の育て方 期待マネジメント入門』（ディスカヴァー・トゥエンティワン、2014年）ISBN 9784799314791
- 『特別な才能はいらない 自分にしかできないスクールリーダーになろう』（教育開発研究所、2017年）ISBN 9784873804828

### 共著
- 対談CD『どんな状況でも勝ち続ける組織のつくり方』（真田茂人・中竹竜二・起業家大学共著、起業家大学出版、2009年）ISBN 9784863180833
- 『失敗から何度でも立ち上がる僕らの方法』（中竹竜二・税所篤快）（PHP研究所、2016年）ISBN 9784569829012

### 監訳
- 『マネジャーの最も大切な仕事――95%の人が見過ごす「小さな進捗」の力』（英治出版、2017年）ISBN 9784862762405